# Luis Sagasti
Luis Sagasti (Bahía Blanca, 1963) es un escritor, docente y crítico de arte argentino. En 2023 obtuvo el Segundo Premio Nacional de Literatura por su quinta novela, Una ofrenda musical. Ha sido traducido a los idiomas inglés, francés, portugués y turco.

## Biografía
Luis Sagasti nació en el año 1963 en la ciudad de Bahía Blanca, provincia de Buenos Aires, Argentina. En 2010, obtuvo una beca de la Fundación Apexart Residency Program para una estadía en Nueva York, que le permitió finalizar su tecera novela, Bellas artes.
Publicó los libros de ficción El canon de Leipzig (1999), Los mares de la luna (2005), Bellas artes (2011), Maelstrom (2015), Una ofrenda musical (2017), Leyden Ltd. (2019) y Lenguas vivas (2023), los últimos cinco bajo el sello editorial Eterna Cadencia, y los ensayos Perdidos en el espacio (2011), Cybertlön (2018) y Por qué escuchamos a Led Zeppelin (2019), además del relato El arte de la fuga (2016).
En 2023, Sagasti obtuvo el Segundo Premio Nacional de Letras por su quinta novela, Una ofrenda musical. Además de su labor como escritor, ha publicado cuentos y ensayos en diversas revistas culturales.
Además de eso, ha participado en distintas producciones audiovisuales principalmente haciendo papeles secundarios o extras, en obras como Permitidos, Vino para robar, El gerente y Bahía Blanca.

## Obra

### Ficción
- El canon de Leipzig (1999)
- Los mares de la Luna (2005)
- Bellas artes (2011)
- Maelstrom (2015)
- Una ofrenda musical (2017)
- Leyden Ltd. (2019)
- Lenguas vivas (2023)

### Ensayo
- Perdidos en el espacio (2011)
- Cybertlön (2018)
- Por qué escuchamos a Led Zeppelin (2019)

## Reconocimientos
- 2024ː Premio Konex 2024 Letras - Novelaː Período 2018-2020. Diploma al mérito.[8]